# Georgius Jacobus Johannes van Os

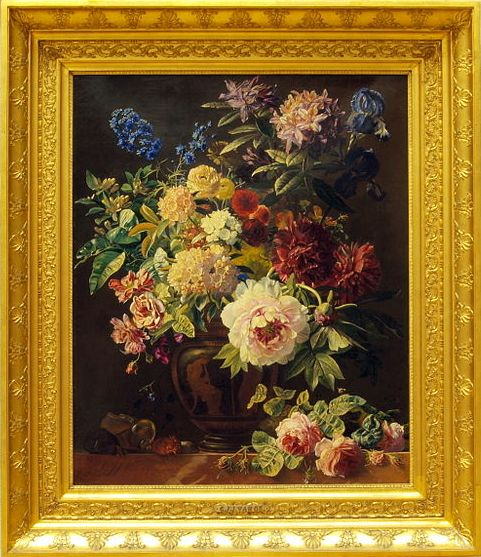
Naturaleza muerta en un florero, 1821, colección Museo Teylers

Georgius Jacobus Johannes van Os (20 de noviembre de 1782 La Haya - 11 de julio de 1861 París), fue un pintor del siglo XIX de, norte de los Países Bajos.

## Biografía
De acuerdo con el RKD era hijo y discípulo del pintor de flores Jan van Os y un hermano de los pintores Pieter van Os y Maria Margaretha van Os (1779-1862). En 1809 ganó el primer premio de la Sociedad Felix Meritis en Ámsterdam para una naturaleza muerta, género en el que más tarde estuvo especializado. Van Os recibió la Orden del León holandés en 1812. De 1816 a 1820 trabajó en Ámsterdam. En 1822 se trasladó a París, donde trabajó para Sèvres, la fábrica de porcelanas. Pintó paisajes, pero era, como su padre, más conocido como pintor de flores. A partir de la década de 1830 pasó sus veranos en Haarlem, donde continuó trabajando en ejemplos de flores para la Fauna Batava, editado por Jan Kops.
Él no debe ser confundido con el hijo de su hermano Pieter, también pintor llamado Georgius Jacobus Johannes van Os, pero que vivió entre 1805-1841 y continuó la tradición de la pintura de la familia.